# Guglielmo Tocco
Guglielmo Tocco (zm. 22 września 1335 w Neapolu) – włoski gubernator Korfu w latach 1330-1335 z nadania Filipa I z Tarentu.

## Życiorys
Był synem Pietro Tocco z Melfi. Jako stronnik Andegawenów włoskich zarządzał terenami w królestwie Neapolu. Dzięki koneksjom rodzinnym i utrzymywaniu wysokiej pozycji na dworze neapolitańskim (mimo zawirowań politycznych) zapewnił rodowi panowanie na Peloponezie, w hrabstwie Kefalenii oraz wyspach u wybrzeży Grecji. Był dwukrotnie żonaty. Pierwszą żoną była Joanna Torelli. Miał z nią jednego syna - Piotra Tocco, kasztelana Roberta Tarentu. Z drugiego małżeństwa z Małgorzatą Orsini, córką Jana I Orsini pochodziło czworo dzieci:
- Leonardo I Tocco (zm. ok. 1376), hrabia Kefalenii 1357-1376, władca Zante, w 1362 roku rozszerzył obszar swego władania zajmując wyspę Leukadę (Leukos), a następnie również Itakę.
- Nicoletto Tocco (zm. 1347/1354), minich
- Lisulo lub Ludovico Tocco (zm. 1360), seneszal Roberta z Tarentu w 1354
- Małgorzata Tocco